# Апокалипса (филм)
„Апокалипса“ је југословенски филм из 1968. године. Режирао га је Влада Петрић, а сценарио је писао Ђорђе Лебовић.

## Улоге
| Глумац            | Улога |
| ----------------- | ----- |
| Дара Чаленић      |       |
| Ксенија Јовановић |       |
| Воја Мирић        |       |